# Manuscripten van Dunhuang

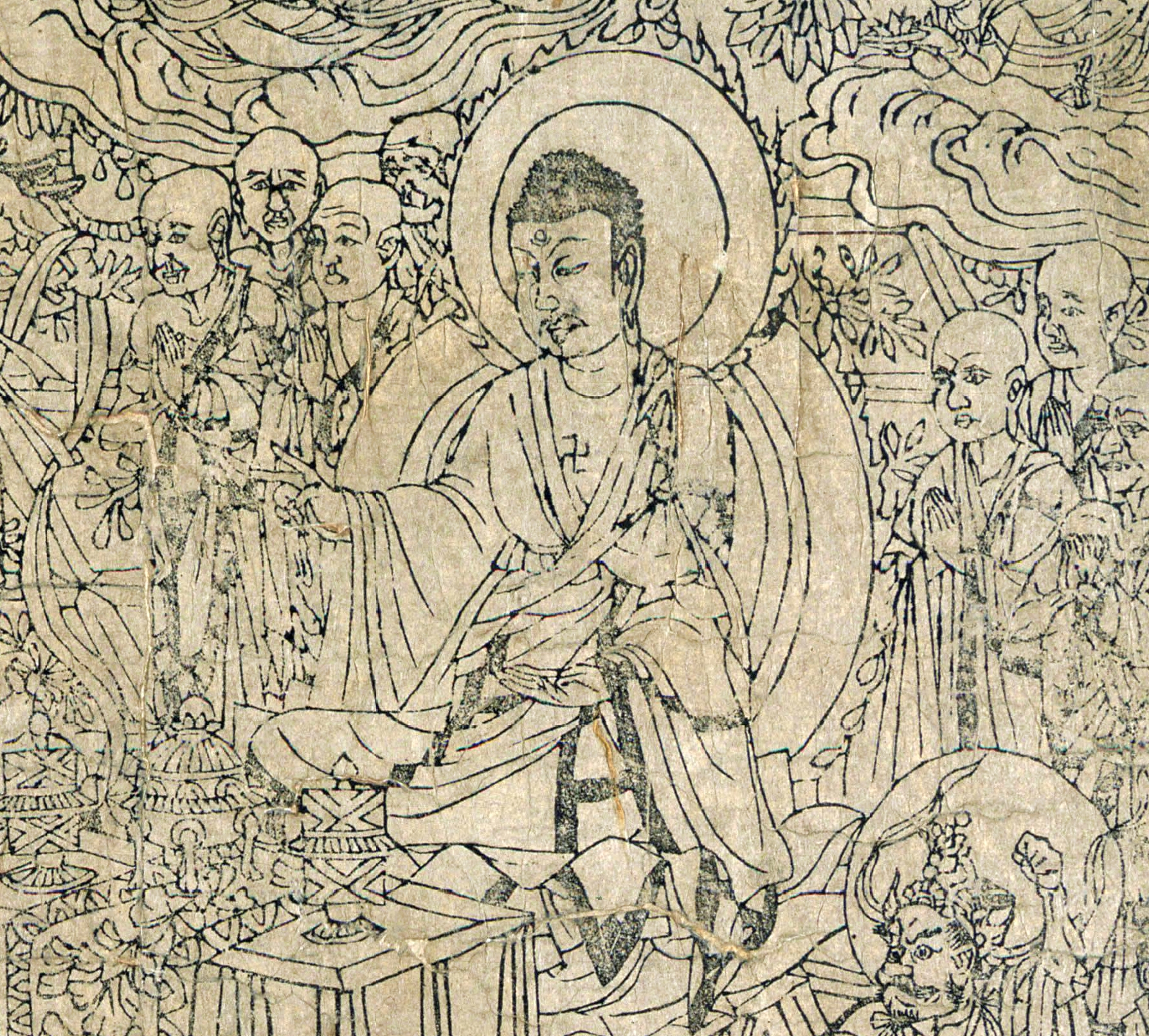
Titelblad van een blokdruk van de Diamantsoetra, het oudste gedrukte werk ter wereld, gevonden in grot 17

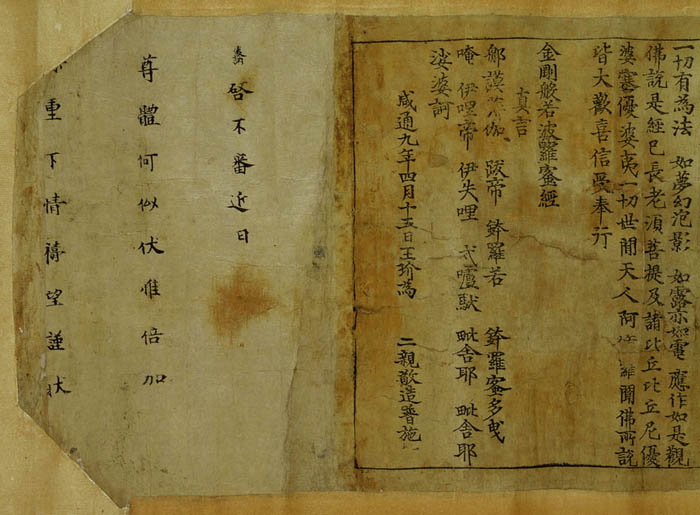
Colophon van de blokdruk met het jaartal 868

De manuscripten van Dunhuang zijn een verzameling historische en religieuze manuscripten uit de 5e tot 11e eeuw die in het begin van de 20e eeuw werden herontdekt. De manuscripten waren al die tijd opgeslagen in de Mogao-grotten bij Dunhuang (in de Chinese provincie Gansu), voornamelijk in grot 17.
De manuscripten zijn van grote historische, filologische en literaire betekenis. Het gaat om werken waarvan gedacht werd dat ze verloren waren geraakt, zoals de taoïstische boeken Hua Hu Jing en Tao Te Ching. Verder werden in de grot oude edities van klassieke werken gevonden, zoals van de Gesprekken van Confucius. Ook kwamen er onbekende talen uit Centraal-Azië aan het licht, zoals het Hotanees en het Tochaars. Tussen de handgeschreven manuscripten werd het oudste compleet bewaard gebleven gedrukte werk ter wereld aangetroffen, een Diamantsoetra uit de tijd van de Tang-dynastie.
Twee belangrijke Tibetaanse teksten uit de vondst zijn de Tibetaanse annalen en de Oude Tibetaanse kroniek. 
In 2009 werden in de collectie van de Dunhuang-documenten in de British Library enkele delen ontdekt van de tot nu toe oudst bekende versie van het Testament van Ba, een belangrijke bron van kennis over de Tibetaanse samenleving in de tweede helft van de 8e eeuw.

## Ontdekking

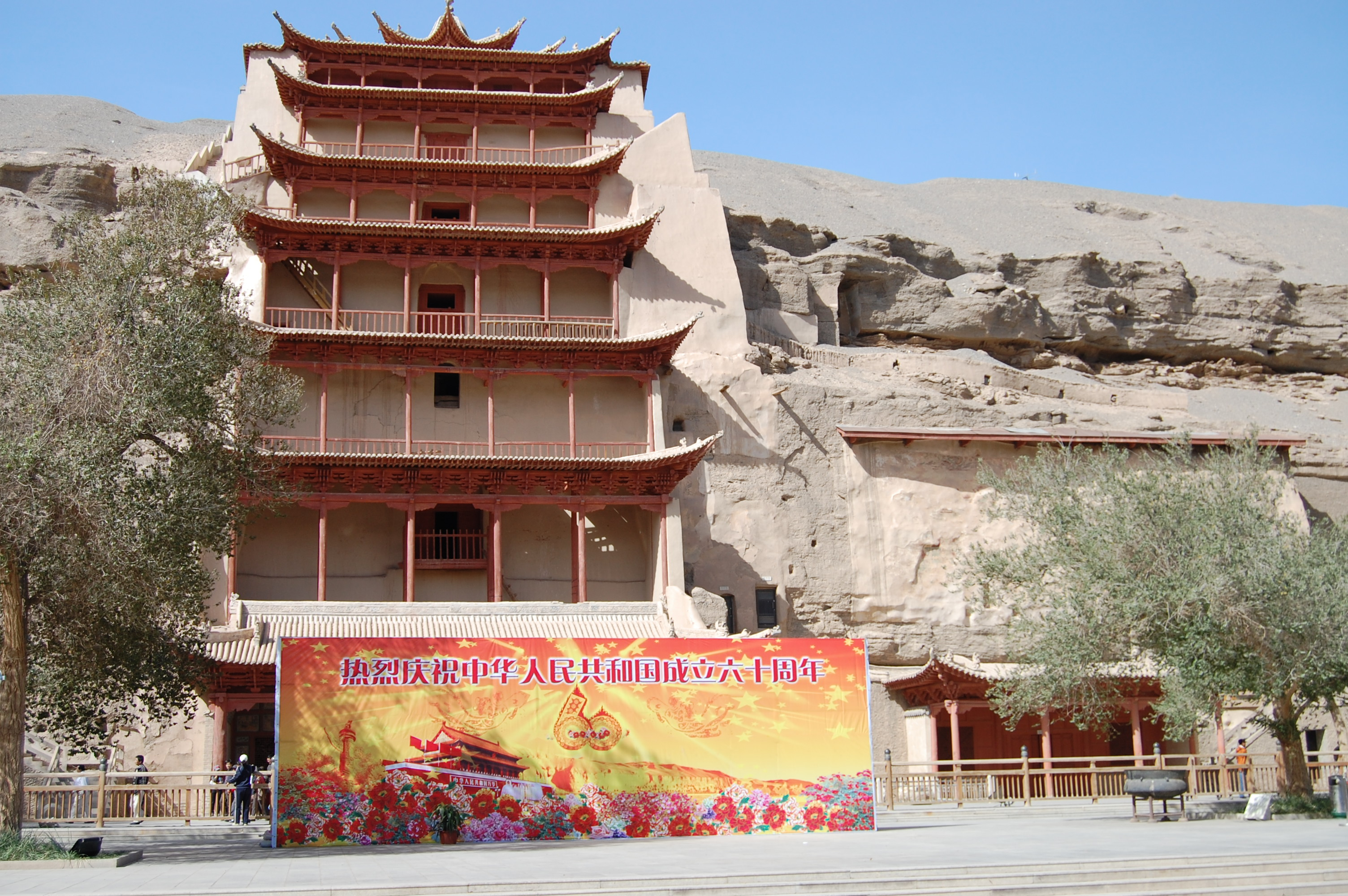
De Mogao-grotten

De manuscripten zijn in 1900 ontdekt door de monnik Wang Yuanlu die zich had opgeworpen als beheerder van de honderden Mogao-grotten en met zeer beperkte middelen enkele daarvan trachtte te restaureren. Hij trof ongeveer 50.000 manuscripten aan die zo'n duizend jaar geleden waren ingemetseld en verborgen gehouden.
De ontdekking van het zogenaamde Bower manuscript door Hamilton Bower en de publicatie daarvan in 1897 had tot  wetenschappelijke aandacht nieuwsgierigheid  geleid naar haast vergeten boeddhistische beschavingen aan de zijderoute. In het eerste decennium van de twintigste eeuw waren er dus meerdere expedities in het gebied om naar restanten van die beschavingen te zoeken.  
In 1908 hoorde de Brits-Hongaarse oriëntalist Aurel Stein tijdens een expeditie in Centraal-Azië van deze vondst. Stein reisde onmiddellijk naar Dunhuang. In zijn ontmoetingen met Wang Yuanlu vergeleek Stein zichzelf voortdurend met Xuanzang, een beroemde Chinese monnik die in de 7e eeuw naar India reisde en in China gezien werd als de belangrijkste vertaler van soetras in het Chinees. Gecombineerd met wat financiële giften, waardoor Wang Yuanlu enige restauratiewerkzaamheden kon voortzetten, bracht dat Aurel Stein in het bezit van een zeer omvangrijke collectie documenten.
Ruim een half jaar later werd hij gevolgd door Paul Pelliot, die ook met een zeer omvangrijke collectie vertrok. Op de terugreis naar Parijs liet Pelliot in 1909 in Peking enkele documenten aan Chinese geleerden zien. Die informeerden de Chinese regering. Deze gaf het bevel alle nog resterende Chinese documenten naar Peking te zenden. Als gevolg daarvan werden haast 9.000 Chinese manuscripten overgebracht naar de Nationale Bibliotheek van China in Peking. Het bezit van het museum anno 2022 is ongeveer 16.000 documenten. Ondanks het bevel van de Chinese regering wist een Japanse expeditie in 1911 materiaal uit de grot te verkrijgen. In 1914 bracht Aurel Stein opnieuw een bezoek aan Dunhuang. Hij vertrok met haast 1000 boekrollen. Eveneens in 1914 wist de Russische archeoloog Sergey Oldenburg een aanzienlijke hoeveelheid boekrollen in het Chinees en Tibetaans te bemachtigen. Er waren hierna nog vrijwel alleen Tibetaanse documenten in de grotten aanwezig. In 1928 werden die overgebracht naar een cultureel instituut in Dunhuang. Na de machtsovername in 1949 werden de documenten overgebracht naar een nieuw gebouwd museum in Dunhuang. 
Deze manuscripten worden sindsdien bewaard door instituten over de gehele wereld, zoals de Nationale Bibliotheek van China, de British Library, de Bibliothèque nationale de France, en het Instituut voor Oriëntaalse Manuscripten in Sint-Petersburg. De door Aurel Stein verworven kunstvoorwerpen uit de grot, voornamelijk schilderijen, maken nu deel uit van de collectie van het British Museum. Paul Pelliot had aanzienlijk meer tijd dan Aurel Stein om gewenste manuscripten te selecteren. In tegenstelling ook tot Pelliot, die een perfecte beheersing had van Chinees, beheerste Stein het maar zeer matig. Het gevolg is dat in de collectie in Londen er veel kopieën zijn van steeds eenzelfde soetra. Alleen van de Diamant Soetra zijn er al ruim 500 in Londen aanwezig. Een in omvang met de collecties in Parijs en Londen vergelijkbaar aantal Tibetaanse documenten is aanwezig in het Dunhuang Museum (Dunhuangxian Wenhuaguan) en een wat kleiner aantal in de Dunhuang Academy. Die beide collecties zijn echter aanzienlijk minder gevarieerd dan het bezit in Parijs, maar ook nog Londen.
De documenten worden gedigitaliseerd door het International Dunhuang Project en zijn online in te kijken.

## Talen
De grote meerderheid van de documenten is geschreven in het Chinees, maar er zijn ook duizenden documenten in het Tibetaans. Dat aantal werd mede mogelijk gemaakt doordat vanaf begin 10e eeuw met name soetra's in aanzienlijke aantallen werden gedrukt.
Andere talen waarvan manuscripten zijn aangetroffen, zijn onder meer het Sanskriet, Oud-Turks, Pali, Hebreeuws, Hotanees, Sogdisch, Tangut en Tochaars. In totaal gaat het om vijftien talen. Het aantal documenten in deze andere talen varieert van enkele tot ruim honderd.

## De inhoud van de grot

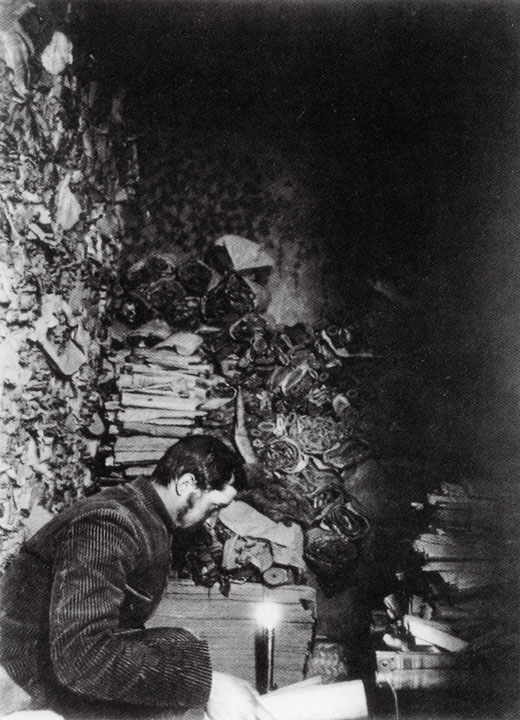
Paul Pelliot bestudeert manuscripten in grot 17

De inhoud van de grot kan - globaal - in vijf groepen gerubriceerd worden.
1. Het grootste deel zijn soetras. Er zijn daaronder soms duizenden kopieën van dezelfde soetra, zoals de Diamantsoetra en de Lotussoetra. Dit moet gezien worden in het licht van de deugdzaamheid die verworven kan worden door het verrichten van een goede daad. Een van die daden is het (laten) maken van een kopie van een soetra. Een daad als deze genereert verdiensten die zouden kunnen leiden tot betere omstandigheden in dit dan wel een volgend leven. De colofons van de gevonden soetra's maken duidelijk, dat het laten maken ervan gericht is op deugdzaamheid in het eigen leven van de opdrachtgever, dat van zijn/haar familie of dat van bewuste wezens in het algemeen. De Tibetaanse koning Tri Ralpachan (806-841) liet in de 9e eeuw honderden kopieën maken van de soetra van de Volkomen Wijsheid, toen Dunhuang onder Tibetaans bestuur stond.
2. Andere boeddhistische teksten als bijvoorbeeld de Vinaya, het geheel van regels met name over de kloosterdiscipline en commentaren op de soetra's. Er zijn ook boeddhistische teksten die een meer lokaal karakter hebben, geschreven door boeddhisten uit China, Tibet en andere delen van Centraal-Azië zoals Hotan. Het zijn vaak verzamelingen van gebeden, instructies voor meditatie, begrafenisrituelen, vormen van een catechismus van een boeddhistische doctrine, aantekeningen van een lezing, etc.
3. Boeddhistische geschriften vormen de meerderheid van de in de grot aangetroffen teksten. Er zijn echter ook geschriften aangetroffen, die handelen over jodendom, manicheïsme, taoïsme en de nestoriaanse variant van het christendom. Hiernaast zijn er teksten over lokale godheden, astrologie, en divinatie.
4. Er is een aanzienlijk aantal geschriften van meer seculiere aard. Het gaat om contracten, registraties van landeigendom, belastingopbrengsten en kronieken. Een deel daarvan behoorde tot plaatselijke archieven en zijn onder meer documenten van plaatselijke bestuurders, zoals de Tibetaanse gouverneurs tijdens de Tibetaanse bezetting van Dunhuang en de lokale Chinese bestuurders na de val van het Tibetaanse rijk. Een belangrijk ander genre is de filosofie en dan vooral klassieke werken uit het confucianisme en oude edities van het Boek der Documenten. Verder werd er Chinese literatuur aangetroffen, zoals volksliederen, populaire vertellingen en Chinese poëzie. Daarnaast werden documenten aangetroffen met lokale geschiedkundige inhoud, aardrijkskunde, traditionele Chinese geneeswijze, wiskunde, astronomie, muziekpartituren, dansnotaties, en woordenboeken, waaronder fragmenten van het Chinese rijmwoordenboek Qieyun.
5. Tot slot werden er een groot aantal schilderijen en beelden aangetroffen, vooral van boeddhas en bodhisattvas. Op de schilderijen wordt vaak een portret van de opdrachtgever aangetroffen, dat duidelijk maakt dat net zoals bij de soetra's, deze gemaakt werden in de overtuiging dat hiermee een goede daad werd verricht. Dit zijn de oudste bewaard gebleven schilderingen van de Tibetaanse schilderkunst.

## De functies van de grot

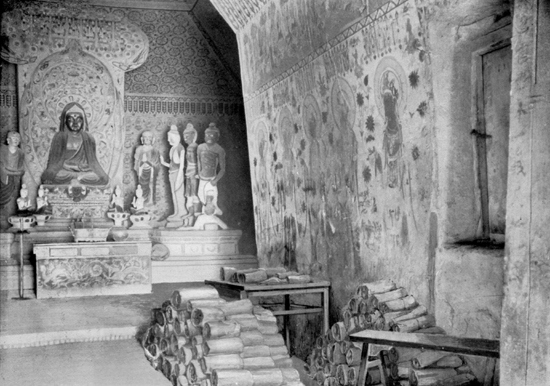
Grot 16 met een aantal beelden en rechts rollen met manuscripten. Daarachter de toegang tot grot 17. Grot 16 was ook aanzienlijk groter dan grot 17

De grot moet oorspronkelijk een ruimte voor meditatie zijn geweest en daarna een schrijn. De schrijn bevatte toen met name relikwieën, afkomstig van de monnik Hongbian, die de belangrijkste persoon was in de eerste helft van de 9e eeuw in de boeddhistische gemeenschap van Dunhuang. In de grot zijn manuscripten gevonden over het leven van Hongbian alsmede een aantal aan hem gerichte brieven.
Inwoners van Dunhuang en omgeving, reizigers, pelgrims en anderen moeten in de loop van de eeuwen duizenden, wellicht tienduizenden documenten hebben geschonken aan de boeddhistische instituten aldaar. Na enige tijd was er geen andere oplossing dan die te bewaren in een opslagplaats, de grot 17. Aurel Stein introduceerde daarvoor de sindsdien gangbare term sacred waste.
Dit soort opslagplaatsen komen in meer culturen voor, zoals de joodse genizah. De vondsten in de grot bij Dunhuang zijn dan ook vaak vergeleken met die van de genizah van Caïro.
Daarnaast was de functie van de grot verbonden aan dat van het belangrijkste klooster in de omgeving, Sanjie. Uit een groot aantal documenten blijkt, dat een Chinese monnik in de 10e eeuw, Daozhen, de manuscripten in de opslagplaats gebruikte om niet volledige manuscripten van de bibliotheek van het klooster aan te vullen. Meervoudig aanwezige documenten in het klooster borg hij op in de grot. Waarschijnlijk bracht de monnik aan het eind van zijn leven vrijwel de complete bibliotheek van het klooster in de grot onder. Dat moet dan eind 10e eeuw zijn geweest.

## Redenen voor het sluiten van de grot

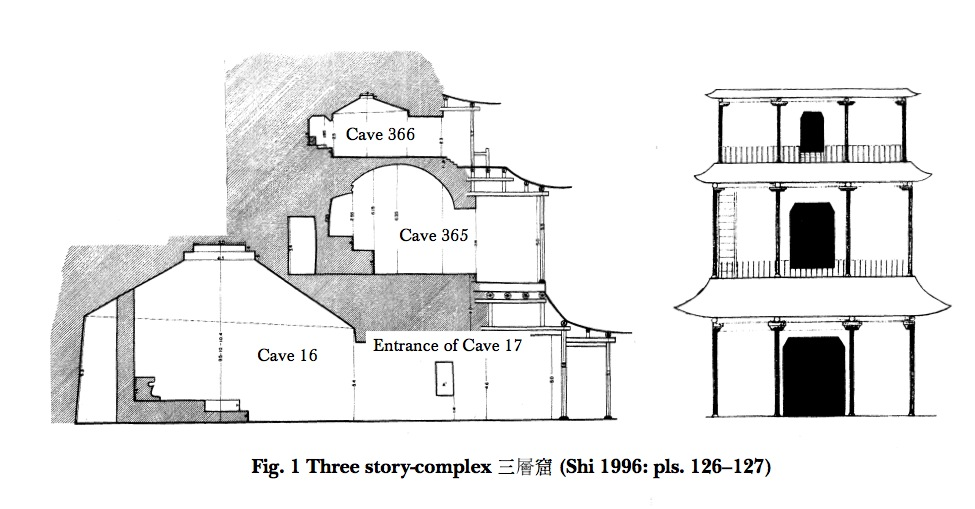
Plattegrond met de oorspronkelijke opening van grot 17

In de loop van de 20e eeuw zijn er meerdere redenen naar voren gebracht voor het sluiten van de grot op een niet exact bekend tijdstip, maar zeker voor het midden van de 11e eeuw.
Eén daarvan zou de wens zijn de documenten te beschermen tegen invasies van vijandelijke legers. Daarbij wordt vooral de invasie genoemd van de Tangutdynastie van 1035. Die opvatting wordt door hedendaagse tibetologen verworpen. Die dynastie was ook boeddhistisch en zou niet zozeer de vernietiging van de documenten op het oog hebben gehad. Een tweede argument is dat geen van de in Dunhuang gevonden documenten later gedateerd kan worden dan 1002. Het lijkt voor de hand te liggen, dat het afsluiten van de grot niet lang daarna geweest kan zijn.
Hedendaagse tibetologen gaan uit van meer prozaïsche en triviale redenen voor het sluiten van de grot. De grot had zijn functie vervuld. Uit de plattegronden die Aurel Stein van de grot maakte, wordt duidelijk dat die vrijwel geheel gevuld was met documenten en een aantal kunstvoorwerpen. Het is ook bekend, dat in het begin van de 11e eeuw de onmiddellijk daarnaast gelegen grot 16 gerestaureerd werd en nieuwe muurschilderingen kreeg. Ook esthetische redenen kunnen dus een reden voor sluiting van grot 17 zijn geweest.

## Meertaligheid

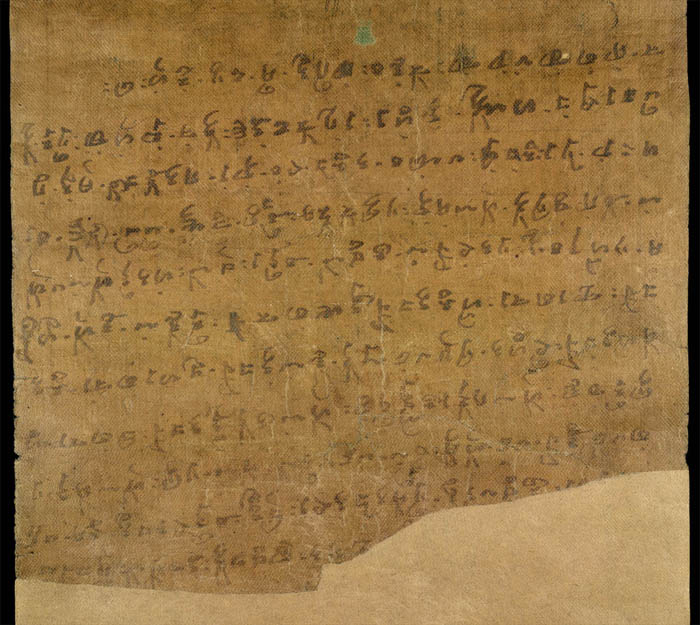
Een Chinees-Hotanees taalgids met zinnen als ´´ Waar ga je naartoe?´´, ´´ Spreek je Chinees ´´, ´´ Breng mij wat groente´´. De Chinese tekst is in het Brahmi-schrift geschreven, zodat iemand uit Hotan enig idee had van de uitspraak van het Chinees. Hierna volgt een vertaling in het Hotanees

Dunghuang lag op een kruispunt waar delen van de Zijderoute weer bij elkaar kwamen. Het was dan ook een belangrijke handelsplaats en entrepot. Het grote aantal Tibetaanse documenten heeft alles te maken met de Tibetaanse bezetting van dit deel van de Zijderoute tussen - globaal - 780 en 850.
Ook na deze periode bleef in Dunhuang en omgeving het Tibetaans nog zeker honderd jaar de lingua franca. Veel documenten laten de culturele en taalkundige contacten tussen Tibetanen en Chinezen zien.
Er zijn nogal wat manuscripten die het werk moeten zijn van meertalige - vooral Chinese - monniken. Er zijn documenten waarbij de tekst van een soetra in het Chinees tussen de regels is voorzien van een Tibetaanse vertaling.
Er zijn Tibetaans-Chinese woordenlijsten, zowel ten aanzien van boeddhistische termen als seculiere zaken. Er zijn meerdere documenten gevonden ten behoeve van Chinese koks, het toenmalige equivalent van "Hoe zeg ik het in het Tibetaans" ten aanzien van koken, eten en keukengereedschappen.
De Tibetaanse teksten van meer seculiere aard werden vrijwel altijd geschreven op de achterzijde van Chinese soetra's. De Tibetaanse annalen en de Oude Tibetaanse kroniek werden op een dergelijke achterzijde aangetroffen.
Hiernaast zijn ook woordenlijsten Sanskriet-Hotanees en Hotanees-Chinees gevonden.

## Betekenis voor Tibetaanse geschiedschrijving
Echt systematisch tibetologisch onderzoek inzake de documenten startte pas vanaf circa 1960. De belangrijkste conclusie is, dat de inhoud van de documenten op een aantal aspecten een fundamenteel ander historisch inzicht geeft dan de pas later geschreven klassieke Tibetaanse geschiedschrijving. Enkele kernpunten zijn:
- Verbreiding van het boeddhisme in Tibet op enige reële schaal vangt pas aan in de 8e eeuw en niet zoals de klassieke geschiedschrijving meldt tijdens de periode van Songtsen Gampo (605- 650).
- Het boeddhisme in Tibet was in de periode van het Tibetaanse rijk veel pluriformer van aard, dan in de klassieke geschiedschrijving beschreven. Er waren vele onderling concurrerende boeddhistische stromingen. Die bleven in Tibet aanwezig tot aan de val van het rijk in het midden van de 9e eeuw. Gedurende de hele periode van het rijk bleven aan het hof van de koning oude animistische rituelen een belangrijke rol spelen. Verering op enige schaal van bijvoorbeeld de bodhisattva Avalokiteshvara kwam feitelijk pas vanaf de 11e eeuw voor en niet zoals in de klassieke geschiedschrijving beschreven een aantal eeuwen eerder.
- De rol van de koning was voor een belangrijk deel van vooral rituele betekenis. Ook tijdens de periode van de grootste omvang van het rijk - rondom 800 - was in termen van macht de koning in de eerste plaats een primus inter pares. De macht van de koning werd gedoogd, zolang deze strookte met het belang van de belangrijkste krijgsheren.
- In de klassieke Tibetaanse geschiedschrijving wordt de val van het rijk en de dynastie beschreven als een gevolg van de apostasie van de koning Langdarma. Uit de manuscripten van Dunhuang wordt duidelijk dat Langdarma geen apostaat was en de val van het rijk vooral economische oorzaken had.